# 南通城隍庙
南通城隍庙即原通州城隍庙，亦名郡庙、邑庙，位于中国江苏省南通市崇川区濠河东北岸、濠东路北首199号，由知州王茂创建于北宋建隆二年（961），原在城内东南隅利民坊（十字街州署东南侧），2002年因城市建设需要迁建于此，现建筑面积3400平方米，中轴线上依次为山门（内侧为戏台）、仪门、穿堂、拜殿、大殿和后殿。庙宇自2006年起为南通城区新春灯会举办地，2013年停办。